# 대니얼 헬러-로즌
대니얼 헬러-로즌(Daniel Heller-Roazen, 1974년 ~ )은 미국 프린스턴 대학의 비교문학과 교수이다.

## 이력
캐나다 토론토에서 태어났고, 토론토 대학교를 졸업했다. 미국 존스홉킨스 대학 비교인문학과에서 중세 프로방스 문학에 대한 연구로 박사학위를 받았다. 현재 미국 프린스턴 대학의 비교문학과 교수로 있으며, 언어학에 관한 다양한 저서를 내놓고 있다.

## 저서
- (ed. and tr.) Potentialities: Collected Essays in Philosophy by Giorgio Agamben, 1999.
- Fortune's Faces: The Roman de la Rose and the Poetics of Contingency, 2003.
- Echolalias: On the Forgetting of Language, 2005.
  - 《에코랄리아스 언어의 망각에 대하여》, 조효원(옮김), 문학과지성사, 2015.
- The Inner Touch: Archaeology of a Sensation, 2007. Winner of the Modern Language Association's 2008 Aldo and Jeanne Scaglione Prize for Comparative Literary Studies.
- The Enemy of All: Piracy and the Law of Nations, 2009.
- (ed.) The Arabian Nights, Norton Critical Edition, 2010.
- The Fifth Hammer: Pythagoras and the Disharmony of the World, 2011.
- Dark Tongues: The Art of Rogues and Riddlers, 2013.